# Simonellite
La simonellite è un minerale appartenente ai composti organici, è un idruro di carbonio o idrocarburo la cui descrizione è stata pubblicata nel 1919 in base ad una scoperta avvenuta in un deposito di lignite. Il nome è stato attribuito in onore del geologo italiano Vittorio Simonelli che la scoprì.

## Morfologia
Ortorombico. Sotto forma di cristalli entro la lignite.

## Origine e giacitura
La simonellite è stata scoperta in un deposito di lignite risalente al pliocene nelle fratture dei tronchi.

## Proprietà chimico fisiche
- Composizione chimica[2]:
  - Idrogeno: 9.58 %
  - Carbonio: 90.42 %
- Densità di elettroni: 1,20 g/c³[2]
- Indici quantici[2]:
  - Fermioni = 0,0099601108
  - Bosoni= 0,9900398892
- Indici di fotoelettricità[2]:
  - PE = 0,13 barn/elettrone
  - ρ = 0.16 barn/c³.
- Indice di radioattività: GRapi = 0 (il minerale non è radioattivo)[2]

## Località di ritrovamento
A Fognano vicino a Montepulciano è stata trovata dentro la lignite.